# Seznam krajev Unescove svetovne dediščine v Srbiji
Organizacija Združenih narodov za izobraževanje, znanost in kulturo (UNESCO) imenuje kraje svetovne dediščine, ki so pomembni kot svetovna naravna ali kulturna dediščina. Kraje svetovne dediščine ureja Unescova konvencija iz leta 1972. Srbija je Konvencijo za zaščito svetovne kulturne in naravne dediščine ratificirala 11. septembra 2001.
Od leta 2017 je na seznamu pet mest v Srbiji. Enajst mest je na seznamu kandidatov za vpis. Na seznam sta bila prva vpisana trdnjava Stari Ras in samostan Sopoćani na 3. zasedanju Unesca leta 1979. Naslednja mesta so bila dodana leta 1986, 2004, 2007 in 2017. Vsa mesta spadajo v domeno kulturnih spomenikov. Štiri so iz srednjega veka, Gamzigrad/Romuliana pa iz pozne antike. Srednjeveški spomeniki na Kosovu, ki so bili na seznam prvič vpisani leta 2004 in naslednje leto razširjeni, so zaradi težav v njihovem upravljanju in politične nestabilnosti na Kosovu od leta 2006 na seznamu ogrožene dediščine. Srednjeveške nagrobnike stečke deli Srbija s sosednjimi državami Bosno in Hercegovino, Črno goro in Hrvaško.

## Kraji svetovne dediščine v Srbiji
UNESCO uvršča kraje na seznam svetovne dediščine po deset kriterijih. Vsak kraj mora ustrezati vsaj enemu kriteriju. Kriteriji od i do vi so kulturni, kriteriji od vii d x pa naravni.
| Kraj                                  | Slika              | Lokacija                        | Leto vpisa | Referenčna številka in kriteriji | Opis |
| ------------------------------------- | ------------------ | ------------------------------- | ---------- | -------------------------------- | --- |
| Stari Ras in Sopoćani                 |                    | Novi Pazar                      | 1979       | 96; i, iii (kulturni)            | Stari Ras je bil prva prestolnica Srbije in vsebuje impresivno skupino srednjeveških spomenikov, vključno s trdnjavami, cerkvami in samostani. Samostan Sopoćani je značilen primer razlike med zahodnim in bizantinskim svetom. |
| Samostan Studenica                    |                    | Kraljevo                        | 1986       | 389; i, ii, iv, vi (kolturni)    | Samostan Studenica je v poznem 12. stoletju ustanovil Štefan Nemanja, ustanovitelj srednjeveške srbske države. Je največji in najbogatejši srbski pravoslavni samostan. Najpomembnejša spomenika v okviru samostana sta Cerkev Device in Kraljeva cerkev. Obe cerkvi sta zgrajeni iz belega marmorja in vsebujeta neprecenljive zbirke bizantinskih slik iz 13. in 14. stoletja. |
| Srednjeveški spomeniki na Kosovu†     | Visoki Dečani      | Dečani, Gračanica, Peć, Prizren | 2004       | 724; ii, iii, iv (kulturni)      | Kraj vsebuje štiri spomenike: samostan Gračanica, cerkev Naše gospe Ljeviške, Pećko patriarhijo in samostan Visoki Dečani. Vsi štirje objekti odražajo vrh bizantinsko-rimske cerkvene kulture z značilnim slogom stenskih poslikav, razvitim na Balkanu v obdobju od 13. do 17. stoletja. Slog je igral odločiln vlogo v kasnejši balkanski umetnosti. Spomeniki so zaradi težav pri upravljanju in splošne nestabilnosti v regiji od leta 2006 na seznamu ogrožene kulturne dediščine. |
| Galerijeva palača Gamzigrad-Romuliana | Palace of Galerius | Zaječar                         | 2007       | 1253; iii, iv (kulturni)         | Poznorimsko utrjeno palačo in spominski kompleks je dal zgraditi cesar Gaj Valerij Galerij Maksimijan v poznem 3. in zgodnjem 4. stoletju. Kraj je znan tudi kot Felix Romuliana. Ime je dobil po Galerijevi materi. Palačo sestavlja utrjeno obzidje, cesarjeva palača v severozahodnem delu trdnjave, bazilike, templji, kopališča, spominski kompleks in tetrapilon. Skupina zgradb je edinstvena zaradi prepletanja ceremonialne in memorialne vsebine.                              |
| Srednjeveški nagrobniki stečki*       | Mramorje, Perućac  | Perućac, Rastište, Hrta         | 2016       | 1504; iii, vi (kulturni)         | Stečki so srednjeveški monolitni nagrobniki, ki se najdejo predvsem v Bosni in Hercegovini, nekaj tudi na Hrvaškem, Črni gori in Srbiji. Prvi so bili postavljeni v 12. stoletju in dosegli vrh v 14. in 15. stoletju. V Srbiji so tri najdišča stečkov: Perućac, Rastište in Hrta. |

## Seznam kandidatov
Poleg krajev, že vpisanih na seznam svetovne dediščine, lahko države članice pripravijo tudi sezname krajev, ki po njihovem mnenju izpolnjujejo pogoje za vpis. Kraji so na seznam svetovne dediščine uvrščeni le, če so bili pred tem na seznamu kandidatov. Srbija ima od leta 2018 na svojem projektnem seznamu dvanajsti znamenitosti.
| Kraj | Slika                 | Lokacija                    | Leto vpisa | Unescovi kriteriji        | Opis |
| --- | --------------------- | --------------------------- | ---------- | ------------------------- | --- |
| Narodni park Đerdap | Đerdap National Park  | Bor                         | 2002       | vii, x (naravni)          | Narodni park obsega sotesko reke Donave Đerdap (Železna vrata). V parku so različni morfološki pojavi, kot so soteske, kraška pokrajina in apnenčaste planote, v katerih domuje široka paleta živalskih in rastlinskih vrst. V parku je pomembno prazgodovinsko arheološko najdišče Lepenski vir. |
| Naravni rezervat Deliblatska peščara                                                                                      |                       | Banat                       | 2002       | viii, ix, x (naravni)     | Veliko peščeno območje je ostanek starodavne puščave, ki je nastapa po izsušitvi Panonskega morja. Območje je večinoma poraščeno, predvsem zaradi 170 let dolgega načrtnega dela. |
| Naravna znamenitost Đavolja Varoš ("Vražje mesto")                                                                        |                       | Kuršumlija                  | 2002       | vii (naravni)             | Kamnite tvorbe so nastale z vodno erozijo vulkanskega tufa. V Vražjem mestu je več kot 200 stebrov, visokih od 2 do 15 m. Večina stebrov ima na vrhu blok andezita, ki ga ščiti pred nadaljnjo erozijo. |
| Narodni park Tara s kanjonom reke Drine                                                                                   |                       | Zlatibor                    | 2002       | x (naravni)               | Pomembno zaščiteno območje je naseljeno s široko paleto rastlinskih in živalskig vrst. Med ogrožene vrste spadajo rjavi medved, gams in planinski orel. |
| Narodni park Šar planina                                                                                                  |                       | Kosovo in Metohija          | 2002       | vii, x (naravni)          | Narodni park je eno od najpomembnejših zaščitenih področij na Balkanu, v katerem domuje več kot 1500 rastlinskih vrst, med katerimi je 20% endemnih ali reliktov. V parku je tudi veliko vrst ptic. Visoki predeli gorskega masiva imajo prehodne značilnosti alpskih in gorskih sredozemskih regij. |
| Arheološko najdišče Caričin Grad – Iustiniana Prima                                                                       | Justiniana Prima      | Jablanica                   | 2010       | ii, iii (kulturni)        | Mesto je zgradil bizantinski cesar Justinijan I. v bližini svojega rojstnega kraja, da branilo Bizantinsko cesarstvo in pomagalo širiti krščanstvo. |
| Utrjeni samostan Manasija                                                                                                 |                       | Despotovac                  | 2010       | i, ii, iv, vi (kulturni)  | Samostan je bil zgrajen po bitki na Kosovskem polju kot nadarbina srbskega despota Stefana Lazarevića. Gradil se je od leta 1406 do 1418. Njegova posebnost je mogočno obzidje, sposobno braniti samostansko naselje. |
| Negotinske vinske kleti                                                                                                   |                       | Negotin                     | 2010       | iii, iv, v, vi (kulturni) | Vinske kleti v Negotinski krajini so bile grajene od druge polovice 19. stoletja in so pogosto zgrajene bolje od stanovanjskih hiš njihovih lastnikov. Prebivalci so ohranili številne ljudske običaje, povezane s proizvodnjo vina. |
| Smederevska trdnjava |                       | Smederevo                   | 2010       | iv, v (kulturni)          | Trdnjava je zadnja srbska vojaška gradnja in ena največjih v jugovzhodni Evropi. Zgrajena je bila kot zamenjava za Beograd, ki so ga po smrti Stefana Lazarevića leta 1427 zasedli Madžari. Smederevska trdnjava je bila manjša in bolj enostavna od beograjske. Obzidje je bilo še vedno prilagojeno rabi hladnega orožja in se je zgledovalo po bizantinski vojaški arhitekturi, zlasti obzidju Konstantinopla. |
| Meje Rimskega cesarstva (razširitev že obstoječega kraja svetovne dediščine)                                              | Petrovaradin fortress | več mest ob Donavi          | 2015       | ii, iii, iv (kulturni)    | Med kraje v Srbiji, kjer se najdejo ostanki rimskega limesa na Donavi, spadajo novosadska Petrovaradinska trdnjava, Beograd, Zemun in Kladovo, trdnjava Golubac, Tabula Traiana in Trajanov most. |
| Starodavni prvobitni bukovi gozdovi Karpatov in drugih delov Evrope* (razširitev že obstoječega kraja svetovne dediščine) | Tara mountain         | Fruška gora, Tara, Kopaonik | 2019       | ix (naravni)              | Gozdovi so predstavniki kompleksnega gozdnega rastlinstva od nižavij do podalpskega pasu na Balkanskem polotoku. Kraji zajemajo več gozdov, prilagojenih različnim geografskim področjem, nadmorskim višinam in habitatom. Na seznam kandidatov za vpis so trije gozdovi v Srbiji. |
| Kulturna krajina Bača in njegove okolice                                                                                  |                       | Bač                         | 2019       | ii, iii, v (kulturni)     | V mestu Bač so zgradbe, zgrajene od 12. do 19. stoletja pod vplivom romanske, gotske, renesančne, bizantinske in islamske umetnosti in baroka. Na tem področju živijo Srbi, Slovaki, Hrvati, Madžari, Romuni in Romi. Preživljajo se s poljedelstvom in živinorejo. |

## Opomba
1. ↑  Februarja  2008 je Kosovo enostransko razglasilo neodvisnost od Srbije.[5] Od leta 2017 ga je kot neodvisno državo priznalo več kot 110 držav.[6] Srbija šteje Kosovo za del svojega suverenega ozemlja, medtem ko so Združeni narodi glede tega, ali je Kosovo neodvisna država ali ne, strogo nevtralni. Aprila 2013 sta Srbija in Kosovo začeli formalizirati odnose skladno z Bruseljskim sporazumom.[6] 
Kosovo je leta 2015 neuspešno poskušalo postati član Unesca,[7] zato se je kosovska vlada leta 2017 odločila za preložitev vlaganja prihodnjih zahtev.[8]